# Janusz Mika
Janusz Mika (ur. 1965 w Tarnowie) – polski dziennikarz, pisarz, animator kultury i muzyk.

## Życiorys
Urodził się w 1965 w małopolskim Tarnowie, skąd z rodziną przeprowadził się w dzieciństwie do Krakowa, gdzie chodził do szkoły. Od kilkudziesięciu lat mieszka w krakowskiej Krowodrzy. W latach 1983–1984 występował w punkowym zespole Wee Wees z IX Liceum Ogólnokształcącego w Krakowie. W latach 1985–2002 był liderem, autorem tekstów i muzyki rock’n’rollowego zespołu Genezyp Kapen. Publikował w wielu gazetach (m.in. w Dzienniku Polskim, Tygodniku Powszechnym i Czasie Krakowskim), w latach 2003-2019 był redaktorem krowoderskich Wiadomosci Lokalnych.
Jest autorem trzech powieści kryminalnych: Limeryki zbrodni (2013), Osiem dni Erzsébet (2020) i Szkielet (2023). Ich akcja rozgrywa się głównie w Krakowie, w Krowodrzy, w której mieszka główny bohater powieści – dziennikarz śledczy Kornel Rączy.

## Nagrody i wyróżnienia
W 2012 otrzymał główną nagrodę w ogólnopolskim konkursie na najlepsze opowiadanie ogłoszonym przez miesięcznik Bluszcz. W 2015 jego opowiadanie zostało wyróżnione w konkursie Dziennika Polskiego. W 2019 został laureatem konkursu na opowiadanie kryminalne, zorganizowanego na stulecie Akademii Górniczo-Hutniczej; opowiadanie zostało opublikowane w antologii Archiwum Groźnych Historii.

## Wydane książki (wybór)[9]
- 2013: Limeryki zbrodni; kryminał, cykl Kornel Rączy (ISBN 978-83-246-6434-4)
- 2017: 24 na dobę; zbiór opowiadań o Krakowie (ISBN 978-83-64449-60-4)
- 2020: Osiem dni Erzsébet; kryminał, cykl Kornel Rączy (ISBN 978-83-7729-561-8)
- 2022: Krowodrza subiektywnie. Architektura. Budowniczowie. Genius loci (ISBN 978-83-945174-9-6)
- 2022: Sekrety Krowodrzy, opowiadania o krakowskiej dzielnicy (ISBN 978-83-7729-675-2)
- 2023: Szkielet; kryminał, cykl Kornel Rączy (ISBN 978-83-67875-47-9)